# Romà I Lecapè
Romà I Lecapè (en grec medieval: Ρωμανός Α΄ Λεκαπηνός, Romanós I Lekapinós; ca. 870 - 15 de juny del 948) fou emperador romà d'Orient entre el 920 i el seu derrocament el 16 de desembre del 944.
Originalment un general, aprofitant el matrimoni de la seva filla amb l'hereu de la corona romana d'Orient es va proclamar coemperador de Constantí VII el 919 i, per la minoria d'edat del seu gendre el va apartar del poder. Quan Constantí va arribar a la majoria d'edat no li va tornar el lloc, sinó que va nomenar successors els seus propis fills. Uns anys després, dos dels seus fills (Esteve i Constantí Lecapè) estaven ansiosos per ser emperadors i el van deposar. Tot i el cop d'estat, els usurpadors no van obtenir el tron, que quedà en mans de Constantí VII.

## Orígens
Romà Lecapè era fill de Teofilacte Abastacte, un camperol armeni que havia salvat la vida a l'emperador Basili el Macedoni quan estava en una batalla a Tefrícia i fou recompensat amb un lloc a la guàrdia imperial. Com el seu nom indica, era nadiu de Lakape (també anomenada Laqabin), una ciutat situada entre Melitene i Samòsata.
Era analfabet, ja que no va rebre cap educació. Va servir a la flota imperial en temps de l'emperador Lleó VI i es va distingir per la seva valentia. En una ocasió va matar un lleó que va atacar un dels seus homes. Quan Constantí VII Porfirogènit va pujar al tron, Romà era almirall i dirigia la flota del Danubi en la guerra contra Bulgària.

## Ascens al tron

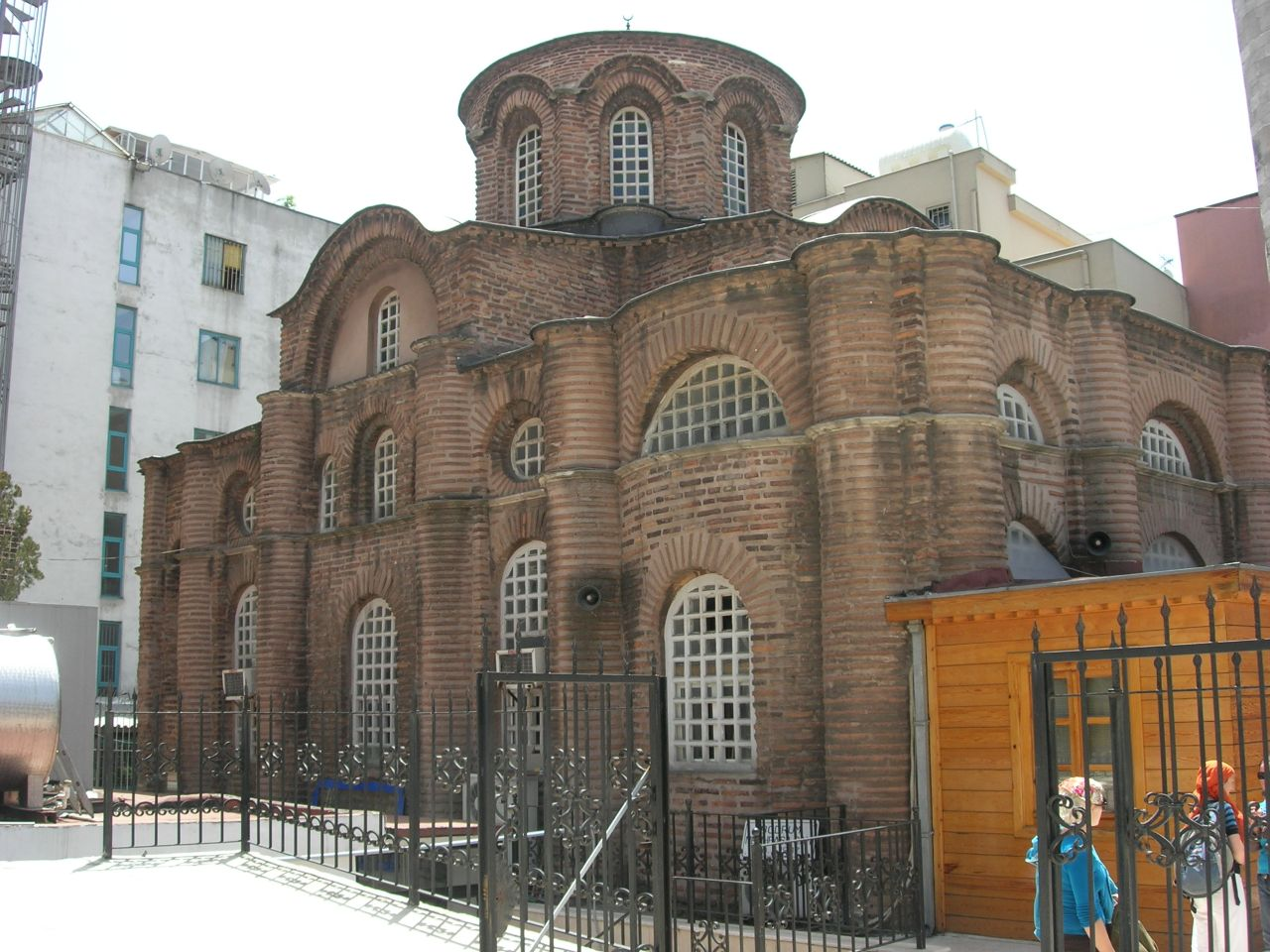
El palau i església de Myrelaion, encomanats construir per Romà I.

Sobtadament va retirar la flota de Bulgària i es va dirigir a Constantinoble. Fou llavors acusat de traïció per Lleó Focas però segurament havia actuat a la recerca del tron com havien fet altres; va estar a punt d'esclatar la guerra civil però Romà, ajudat per l'emperadriu vídua, va agafar captiu al camarlenc Constantí, un dels principals partidaris de Focas. Lleó Focas va venjar la captivitat del seu amic agafant les armes contra Romà, però aquest fou nomenat gran heteriarca o comandant en cap de la guàrdia imperial i va derrotar Focas. A l'abril va arranjar amb l'emperadriu el matrimoni de la seva filla Helena amb l'hereu al tron Constantí Porfirogènit. Al setembre va exigir ser nomenat cèsar i fou coronat com a emperador august el 17 de desembre del 919. Se suposava que faria de regent mentre el seu gendre fos menor d'edat però en realitat va nomenar augusts, és a dir successors, al seu fill Cristòfol Lecapè i a la seva esposa Teodora. De fet fou Romà el qui va exercir el poder encara que nominalment era col·lega de Constantí.
A Constantinoble va fer-se construir un palau, en un indret anomenat Myrelaion, a prop de la mar de Màrmara. Al costat del palau va edificar una capella que és el primer exemple de capella privada destinada a contenir la tomba d'un emperador romà d'Orient. També va fer construir una església dedicada al Crist Salvador (Christ Chalkites), situada a prop de la porta del Gran Palau.

## Revoltes internes
Durant els primers anys del seu govern es va trobar amb diverses conspiracions per intentar enderrocar-lo, que va detectar a temps i va impedir destituint les persones responsables: el seu primer paradynasteuontes, Joan el Rector i Joan el Místic. Des del 925 el càrrec el va ocupar un funcionari de més confiança anomenat Teòfanes.
Cap al 928 l'eparca Basili Mà de Coure va sublevar contra l'emperador una multitud d'indigents. Sembla que la causa va ser una plaga de fam que va perjudicar els més pobres. Per solucionar-ho Romà Lecapè va fer una legislació proteccionista respectes als més desafavorits i a Basili el va fer cremar viu al fòrum Amastrianum de Constantinoble.Durant el seu regnat va procurar limitar l'acumulació de latifundis pels grans terratinents de l'imperi.

## Conflicte amb el papat
Un dels principals esdeveniments del seu regnat va ser el cisma de l'església, que durava des de la deposició del patriarca Eutimi pels matrimonis efectuats per l'emperador Lleó VI. Per acontentar el papa Joan X, va acabar amb la disputa fent un edicte el 920 que declarava anticanònic el quart matrimoni de Lleó, convertint-lo en objecte de càstig i declarant, per tant, Constantí Porfirogènit il·legítim.

## Conflictes armats
El 921 va esclatar la guerra contra els búlgars que havien assolat Tràcia; el 923 Simeó de Bulgària es va aliar als àrabs; el 926 una entrevista entre Romà i Simeó, rei dels búlgars davant les muralles de Constantinoble va acabar temporalment amb la lluita. Poc abans, el 925 el patrici Joan Radí va destruir la flota de l'infame Lleó de Trípoli, pirata que havia saquejat Tessalònica 22 anys abans. El 927 va morir el rei Simeó de Bulgària i el va succeir el seu fill Pere i va entrar al territori romà d'Orient al front d'un exèrcit exigint a l'emperador, si volia la pau, de donar-li la seva neta en matrimoni, proposta que Romà va acceptar, ja que necessitava totes les seves forces contra els àrabs. També les possessions a Itàlia van necessitar protecció contra els petits prínceps longobards.
El 931 va rebre un dur cop emocional, la mort del seu fill Cristòfol, que estava casat amb Sofia la filla de Nicetes el magister palatii. El 933 va nomenar el seu quart fill Teofilacte el 60è patriarca de Constantinoble amb permís del papa Joan XI. Del 934 al 940 l'imperi va gaudir de pau, excepte a Itàlia on hi va haver atacs dels prínceps longobards.

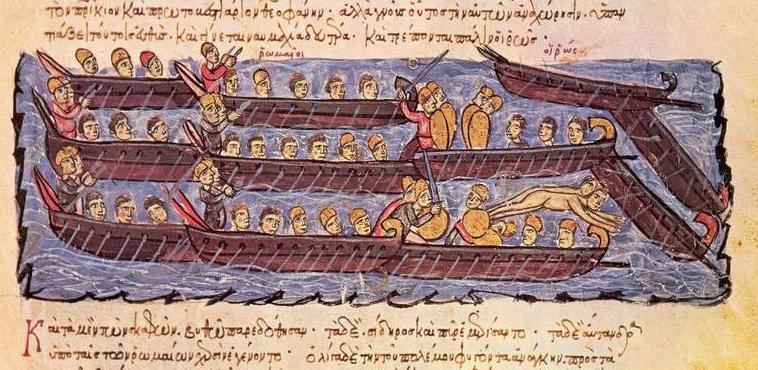
Defensa dels romans d'Orient contra l'atac d'Ígor de Kíev el 941. Il·lustració de l'Escilitzes de Madrid.

Els romans d'Orient havien estat aliats dels khàzars fins que Romà Lecapè va iniciar una persecució de jueus. Segons el Document de Schechter el rei dels khàzars Josep ben Aaron va respondre a aquesta persecució desfent-se de molts cristians i llavors l'emperador romà d'Orient va demanar al tsar Oleg de Kíev que ataqués els khàzars.
El 941 la flota dels russos amb 10.000 naus va aparèixer a Constantinoble, dirigida pel príncep Ígor de Kíev, que va ancorar a l'entrada del Bòsfor i les tropes del qual van assolar el territori veí. Romà, amb 15 galeres al Corn d'Or, va atacar els russos i va destruir gran nombre de les seves naus obligant-lo a retirar-se; una mica després va derrotar la resta de la flota russa a la costa Tràcia i els invasors van retornar a Rússia, on Ígor va morir poc després.

## Expulsió del tron
Constantí Porfirogènit només gaudia del títol perquè el seu sogre l'havia privat de tot poder, però va decidir recuperar el lloc que li pertocava. Va excitar l'ambició dels dos fills de Romà, Esteve i Constantí, que tenien el títol d'augusts, que estaven farts de l'autoritarisme del seu pare, i van acordar una conspiració; els dos prínceps van obtenir el suport de diversos notables. Un dia, Esteve va detenir el seu pare (16 de desembre del 944) i el va enviar a l'illa de Protea a l'entrada de la Propòntida, on fou ingressat a un convent i on li van afaitar el cap per quedar inhabilitat per regnar (20 de desembre del 944).
Però ni Esteve ni Constantí es van aprofitar de la seva traïció, ja que Constantí Porfirogènit fou proclamat emperador únic després de cinc setmanes en què Esteve va gaudir del títol de coemperador. Llavors Esteve i el seu germà foren detinguts i enviats a Protea on es van reunir amb el seu pare. Esteve va morir al cap de 19 anys i Constantí al cap de dos anys (va morir en un intent de fugida).
Romà va romandre com a monjo i va morir de mort natural el 15 de juny del 948.

## Descendència
Amb la seva esposa va tenir:
- Cristòfol, casat amb Sofia la filla d'un patrici eslau anomenat Nicetes, la filla dels quals es va casar amb l'emperador búlgar.
- Esteve
- Constantí
- Teofilacte, patriarca de l'església,
- Helena, casada amb l'emperador Constantí VII
- Àgata, casada amb el general Romà Argir, el net dels quals va ser l'emperador Romà III.

Amb una altra dona va tenir un fill bastard:
- Basili el Paracemomen que va ser un personatge influent a la cort sobretot entre els anys 976-985.